# Gabrielle Thomas
Gabrielle Thomas, detta Gabby (Atlanta, 7 dicembre 1996), è una velocista statunitense, medaglia d'oro nei 200 metri piani ai Giochi olimpici di Parigi 2024.

## Biografia
È laureata in neurobiologia all'Università di Harvard e sta conseguendo un master in epidemiologia all'Università del Texas ad Austin. Ha dichiarato di essersi appassionata all'atletica leggera grazie ad Allyson Felix.
Il 26 giugno 2021, ai Trials di Eugene, ha stabilito, in 21"61, il terzo miglior tempo della storia nei 200 metri piani, che le è valso la qualificazione ai Giochi olimpici di Tokyo 2020. Alle Olimpiadi ha poi vinto la medaglia di bronzo nella stessa disciplina e quella d'argento nella staffetta 4×100 metri. Nel 2023 partecipa ai mondiali di Budapest, dove si aggiudica l'argento nei 200 metri piani e l'oro nella staffetta 4x100 è nella 4x400.
Nel 2024, alle Olimpiadi di Parigi, conquista la medaglia d'oro nei 200 metri piani con il crono di 21"83, nella staffetta 4x100 metri piani e nella staffetta 4x400 metri piani.

## Palmarès
| Anno | Manifestazione  | Sede     | Evento      | Risultato | Prestazione | Note                          |
| ---- | --------------- | -------- | ----------- | --------- | ----------- | ----------------------------- |
| 2019 | World Relays    | Yokohama | 4×200 m     | Finale    | dq          |                               |
| 2021 | Giochi olimpici | Tokyo    | 200 m piani | Bronzo    | 21"87       |                               |
| 2021 | Giochi olimpici | Tokyo    | 4×100 m     | Argento   | 41"45       | Miglior prestazione personale |
| 2023 | Mondiali        | Budapest | 200 m piani | Argento   | 21"81       |                               |
| 2023 | Mondiali        | Budapest | 4×100 m     | Oro       | 41"03       | Record dei campionati         |
| 2024 | World Relays    | Nassau   | 4x100 m     | Oro       | 41"85       | Record dei campionati         |
| 2024 | World Relays    | Nassau   | 4x400 m     | Oro       | 3'21"70     |                               |
| 2024 | Giochi olimpici | Parigi   | 200 m piani | Oro       | 21"83       |                               |
| 2024 | Giochi olimpici | Parigi   | 4x100 m     | Oro       | 41"78       |                               |
| 2024 | Giochi olimpici | Parigi   | 4x400 m     | Oro       | 3'15"27     | Record nord-centroamericano   |

## Altre competizioni internazionali
2018
- Oro all'Athletissima ( Losanna), 200 m piani - 22"47

2019
- Oro all'Athletissima ( Losanna), 200 m piani - 22"69

2022
- Oro al Doha Diamond League ( Doha), 200 m piani - 21"98

2023
- Oro al Meeting de Paris ( Parigi), 200 m piani - 22"05

2024
- Oro ai London Anniversary Games ( Londra), 200 m piani - 21"82